# ひと夏の隣人
『ひと夏の隣人』は、有料映画チャンネルであるIMAGICA TVが2016年に、イマジカBS開局20周年記念作品として製作したオリジナルドラマ。
2015年に製作されたイマジカBS開局20周年記念作品　「いつも まぢかに」に続く第二弾だが、内容に繋がりはない。
2016年11月4日に無料放送された。
「愛の嵐」や「キャリー」など様々な名画をテーマに組み込んだ青春ドラマで、山口まゆのドラマ初主演作品。

## ストーリー
中学2年生の赤石千織は、学校でのトラブルや両親の離婚から家に引きこもっていた。
父の克哉が出て行った家で共に暮らす母親の祥子との関係も上手くいかない千織は、窓から見える長く空家だった隣家に引っ越してきた男、鈴木に興味を持つ。
鈴木もまた、社会との繋がりを絶ち家に引きこもっているようだった。ある日、鈴木が部屋で観ていた映画「愛の嵐」をきっかけに、2人は言葉を交わすようになる。
「いまを生きる」「ロミオとジュリエット」「キャリー」などの名画について持論をまくし立てる千織に同意する訳でも、否定する訳でもない鈴木。
周りの大人達とは違う不思議な空気を纏う鈴木に、次第に心を開くようになる千織。
そんな中、学校の担任が訪ねてきたのをきっかけに、千織の周りの人々への鬱屈が爆発する。
自らの手首をナイフで切り裂こうとする千織に鈴木は、意外な言葉をかける。

## キャスト
- 赤石千織（山口まゆ）

引きこもりの中学二年生
- 鈴木次郎（田口トモロヲ）

謎の隣人
- 赤石祥子（西田尚美）

千織の母親
- 赤石克哉（斉藤陽一郎）

千織の父親
- 星野静香（松本妃代）

千織の担任
- 白井竜（清水尋也）

千織の幼なじみ。
- 須藤春菜（茂内麻結）

千織の同級生
- 川崎舞（天野菜月）

千織の同級生
- 山根 （松原正隆）
- 堤    （林田麻里）

## スタッフ
- 監督-杉山嘉一
- 脚本-工藤裕子
- 製作総指揮-原田俊英
- プロデューサー-本庄純
- 音楽-菊池亮太
- 撮影-永森芳伸
- 照明-岡田佳樹
- 美術-須田将好